# Resposta irada
En informàtica, una resposta irada, o l'anglicisme flame o flaming (literalment 'flamarada', 'encendre's d'ira'), és un missatge entre usuaris d'Internet amb intenció provocadora per desencadenar baralles dialèctiques irades. Com a derivats, un flamer és un provocador i flamewar és una baralla a la xarxa.
El flame normalment es produeix en contexts interactius com ara un fòrum, un grup de discussió, un xat o fins i tot per correu electrònic. Típicament són respostes irades a missatges d'altres usuaris sense cap propòsit constructiu, d'aclarir una discussió o persuadir els altres. De vegades, els flamers actuen intentant reafirmar la seva autoritat o superioritat. En altres ocasions, un flamer és simplement algú que creu que té l'única opinió vàlida i acaba fent atacs personals als qui mostren desacord. Sovint el flaming es produeix per missatges irats o insultants fets per gent molt sensible en un tema determinat. Les reaccions poden acabar en una baralla dialèctica (flamewar). Altres prefereixen ignorar-les deixant que un es desfogui.

## Causes delflame
No hi ha acord sobre les causes del flaming. Un estudi que aporta proves apunta algunes hipòtesis:
- Algunes formes de flaming es poden atribuir a profundes debilitats socials o psicològiques, probablement des de les mancances de comunicació fins a un espectre més ample de disciplines relacionades amb l'autocontrol.
- Els usuaris d'Internet són més propensos a encendre's d'ira quan són en línia que insultar altres en el món real. Mentre que l'últim pot portar a altercats compromesos i violents, l'anonimat en línia els permet evitar-los.